# Vol Aeroflot 3843
Le vol 3843 d'Aeroflot était un vol commercial de l'Union soviétique qui s'est écrasé le 13 janvier 1977 après un incendie du moteur gauche près de l'aéroport d'Alma-Ata. Les 90 personnes à bord ont péri dans l'accident.
Une équipe de jeunes joueurs de hockey devait être à bord du vol, mais a été retardée en raison du report d'une compétition.

## Appareil et équipage
L'appareil impliqué dans l'accident était un Tupolev Tu-104A, immatriculé CCCP-42369 pour Aeroflot. L'avion a été livré à Aeroflot le 31 octobre 1958. Au moment de l'accident, l'appareil avait accumulé 27 189 heures de vol et 12 819 atterrissages en service.
L'équipage de vol se composait du commandant de bord Dmitry Danilovich Afanasyev, du copilote Vladimir Ivanovich Baburin, des navigateurs Alexander Vasilievich Klimakhin et Anatoly Viktorovich Rozhkovsky, ainsi que de l'ingénieur de vol Anatoly Mikhailovich Shaforost ; trois agents de bord (Leonid Ivanovich Korytko, Alla Valentinovna Gryaznova et Maria Petrovna Faraponova) étaient stationnés dans la cabine.

## Séquence de l'accident
Le vol 3843 était un service reliant Khabarovsk à Almaty via Novossibirsk. L'appareil est parti pour la deuxième étape de son vol depuis Novossibirsk à 17 h 13 le 13 janvier 1977. À 40 km de l'aéroport d'Almaty, l'avion était à une altitude de 2100 m. Des témoins ont remarqué que le moteur gauche de l'avion était en feu à environ 15 km de l'aéroport. L'aile toujours en feu, l'avion a alors grimpé d'environ 600 pieds (180 m) à 1 000 pieds (300 m) avant de plonger et d'exploser dans un champ couvert de neige.
Le ciel au-dessus de l'aéroport était dégagé à ce moment-là, bien que la visibilité en raison de la brume était de 1 850 mètres (2 023 yd). L'avion a percuté le sol avec un angle de 28° avec un roulis, à une vitesse de 150-190 km/h et a tourné de 200 à 210° par rapport à l'axe de la piste. Le fuselage s'est brisé en deux ; la partie avant du fuselage s'est enfoncée dans le sol de 2 mètres (10 pi). L'arrière du fuselage avec l'empennage a été repoussé de 18 mètres (60 pi) et n'a pas brûlé dans l'incendie. Les examens médico-légaux ont montré que les passagers avaient été exposés au monoxyde de carbone pendant le vol.
L'impact avec le sol a été si violent que les corps des victimes n'ont pas pu être identifiés.

## Enquête
La commission d'enquête a constaté que le moteur gauche de l'appareil avait été soumis au feu pendant 10 à 15 minutes. L'incendie s'est intensifié lors du ralentissement pour l'atterrissage en raison d'une diminution du flux d'air, endommageant les commandes. L'avion a décroché et s'est écrasé à trois kilomètres de l'aéroport.